# Paulchoffatia
Paulchoffatia is een geslacht van uitgestorven zoogdieren uit het Laat-Jura - Vroeg-Krijt. Het was een relatief vroeg lid van de eveneens uitgestorven orde Multituberculata, binnen de onderorde Plagiaulacida en de familie Paulchoffatiidae. Het leefde in Europa tijdens het tijdperk van de dinosauriërs.

## Naamgeving
Het geslacht Paulchoffatia ('die van Paul Choffat') werd in 1961 door Walter Georg Kühne benoemd met als typesoort Paulchoffatia delgadoi. De geslachtsnaam eert de geoloog Paul Choffat (1849-1919). De soortaanduiding eert de geoloog Nery Delgado (1835-1908).
Overblijfselen van de soort Paulchoffatia delgadoi werden gevonden in lagen van Guimarota, uit het Kimmeridgien (Laat-Jura) van Portugal.
Dit taxon is gebaseerd op vijf onderkaakfossielen en losse tanden. Het holotype is PIFU V J. 1-155a, b, een linkeronderkaak. Verder materiaal van dit geslacht, hoewel niet aan de typesoort toegewezen, is gemeld uit het Vroeg-Krijt van Galve, Spanje.

## Beschrijving
De schedel had waarschijnlijk een lengte van 2,5 centimeter. Paulchoffatia wordt gekenmerkt door een massieve corpus mandibulae (het deel van de kaak onder de tandenrij), een afgeronde onderrand van de kaak en een massieve, slechts licht gebogen en steil hellende voortand met een korte wortel (Hahn & Hahn 2000, blz. 105).